# Mártires canadenses
Os Mártires canadenses, conhecidos também como Mártires norte-americanos ou Mártires da Nova França, eram oito missionários jesuítas de Sainte-Marie among the Hurons que foram torturados e mártirizados em várias datas entre 1642 e 1649 no Canadá, na região que hoje é Ontário do Sul e Upstate New York, durante a guerra entre os iroquois (particularmente os mohawk) e os hurões.
Os mártires são São Renato Goupil (1642), Santo Isaac Jogues (1646), São Jean de Lalande (1646), Santo Antoine Daniel (1648), São Jean de Brébeuf (1649), São Noël Chabanel (1649), São Charles Garnier (1649) e São Gabriel Lalemant (1649).

## História
Missionários jesuítas trabalhavam entre os hurões na região da Georgia Bay em Ontário Central, chamada de "Huronia" na época. Eles eram fazendeiros, pescadores e comerciantes que viviam em vilas rodeadas por paliçadas de madeira. A cidade de Sainte-Marie among the Hurons era o quartel-general da missão jesuíta francesa.
No final da década de 1640, eles acreditavam estar progredindo em sua missão e alegavam ter convertido muitos dos hurões. Mas, nas comunidades nativas, os padres não conseguiram a confiança de todos e muitos os consideravam como xamãs malignos que não levavam nada além de morte e doenças por onde quer que fossem, pois a chegada dos padres geralmente coincidia com a irrupção de epidemias de varíola e outras doenças infecciosas europeias para as quais os nativos não tinham nenhuma imunidade, especialmente depois de 1634.
Os iroquois consideravam os jesuítas como alvos legítimos de seus raides, pois os missionários eram nominalmente aliados dos hurões. Os ataques coloniais franceses contra os iroquois também eram motivo de retaliações.

## Homenagens
Os mártires foram canonizados pelo papa Pio XI em 1930 e são coletivamente um dos padroeiros do Canadá. Tecnicamente, São René Goupil, Santo Isaac Jogues e Santo Jean de Lalande são os primeiros santos norte-americanos, pois foram mortos em Ossernenon, perto da confluência dos rios Schoharie e Mohawk.
O Santuário dos Mártires, em Midland, Ontário, no local da missão entre os hurões é o santuário nacional dos Mártires canadenses. Há um segundo Santuário Nacional dos Mártires Norte-Americanos em Auriesville, no estado de Nova Iorque, no local onde os três santos norte-americanos foram martirizados.
Muitas igrejas foram dedicadas a eles, incluindo Nostra Signora del Santissimo Sacramento e Santi Martiri Canadesi, a igreja nacional dos canadenses em Roma.